# نوهرا بويانا بيكنباخ
نوهرا بويانا بيكنباخ (مواليد 29 مايو 1955) هي زوجة الرئيس الثلاثين لكولومبيا، أندريس باسترانا أرانجو، وشغلت منصب السيدة الأولى لكولومبيا من 1998 إلى 2002.

## الحياة الشخصية
ولدت نوهرا في ميديلين، أنتيوكيا  في 29 مايو 1955 لإدواردو بويانا رودريغيز وأليسيا بيكنباخ بلاتا. نوهرا، الأكبر من بين أربعة أطفال، لديها شقيقان، إدواردو وديفيد، وأخت واحدة لورا. في سن مبكرة، انتقلت العائلة إلى بوغوتا، وذهبت إلى مدرسة غرناطة الجديدة حيث أنهت تعليمها الابتدائي ثم التحقت بمدرسة ماريماونت حيث أنهت تعليمها الثانوي، وبعد ذلك سافرت إلى فرنسا حيث درست الصحافة في المدرسة الفرنسية. ملحقو الصحافة في باريس.  بعد التخرج من الكلية، عملت بويانا في المجلة الفرنسية ال، وكريستيان ديور، وفي هيئة الصحافة التابعة لليونسكو. 
في عام 1978 في كولومبيا، قابلت أندريس باسترانا أرانجو، المحامي ثم مدير مجلة جوينو، وابن الرئيس السابق لكولومبيا ميسايل باسترانا بوريرو وزوجته والسيدة الأولى السابقة ماريا كريستينا أرانجو فيغا؛ تم تقديمها في مصارعة الثيران في كارتاخينا دي إندياس بواسطة خوان مانويل سانتوس كالديرون، وهو صديق مشترك لـ بوياناس باسترانا.  التقيا مرة أخرى في وقت لاحق من ذلك العام في حفل رأس السنة الجديدة وبدأوا في المواعدة بعد فترة وجيزة. تزوجا في حفل روماني كاثوليكي في 20 مارس 1981 في كنيسة القديس بيتر كلافير في قرطاجنة. معًا أنجبا ثلاثة أطفال: سانتياغو (من مواليد 18 ديسمبر 1982)، لورا (من مواليد 11 مايو 1985)، وفالنتينا (من مواليد 25 أبريل 1996). 
كانت بويانا تعيش في ظل النزاع المسلح الكولومبي، وكان عليها أن تتحمل المأساة التي عصفت بأسرتها خلال موجة عمليات الاختطاف في كولومبيا خلال أواخر الثمانينيات والتسعينيات وأوائل العقد الأول من القرن الحادي والعشرين. اختُطف زوجها، مرشح رئاسة بلدية بوغوتا آنذاك، أندريس باسترانا أرانغو، في 18 كانون الثاني / يناير 1988 في أنتيوكيا من قبل كارتل ميديلين في محاولة للضغط على الحكومة لمنع تسليم بابلو إسكوبار وأباطرة المخدرات الآخرين إلى الولايات المتحدة؛ تم إطلاق سراحه أخيرًا بعد أسبوع. في 9 أبريل 1991، تم اختطاف والدها، إدواردو بويانا رودريغيز البالغ من العمر 62 عامًا، عندما كان يقود سيارته في بوغوتا؛  تم العثور على جثته في 2 أبريل 1993 مدفونة في مزرعة في ضواحي بلدة فيكتوريا، كالداس، قُتل لأكثر من عام برصاصة في رأسه من قبل خاطفيه. في 27 ديسمبر / كانون الأول 2002، اختطفت القوات المسلحة الثورية لكولومبيا عمها رجل الأعمال هيلموت بيكنباخ بلاتا البالغ من العمر 69 عامًا وزوجته ملكة جمال كولومبيا السابقة دوريس إينيس جيل سانتاماريا البالغة من العمر 63 عامًا من منزلهما في نوكايما واحتجزتهما من أجل الحصول على فدية؛ قُتلوا من مسافة قريبة على يد رجال حرب العصابات في 23 يونيو 2003 خلال مواجهة مع الجيش الكولومبي.